# Aleksandr Jarchenkov
Aleksandr Serguéievich Jarchenkov, en ruso:Александр Сергеевич Харченков (nacido el 4 de junio de 1953 en Moscú, Rusia) es un exjugador de baloncesto soviético. Consiguió 2 medallas en competiciones internacionales con la Unión Soviética.

## Trayectoria
- PBC CSKA Moscú  (1969-1970)
- MBC Dinamo Moscú (1970-1978)
- Spartak de Leningrado (1979-1991)